# Sampans
Sampans is een gemeente in het Franse departement Jura (regio Bourgogne-Franche-Comté). De plaats maakt deel uit van het arrondissement Dole. Sampans telde op 1 januari 2022 1.114 inwoners. 

## Geografie
De oppervlakte van Sampans bedroeg op 1 januari 2022 7,58 vierkante kilometer; de bevolkingsdichtheid was toen 147 inwoners per km².

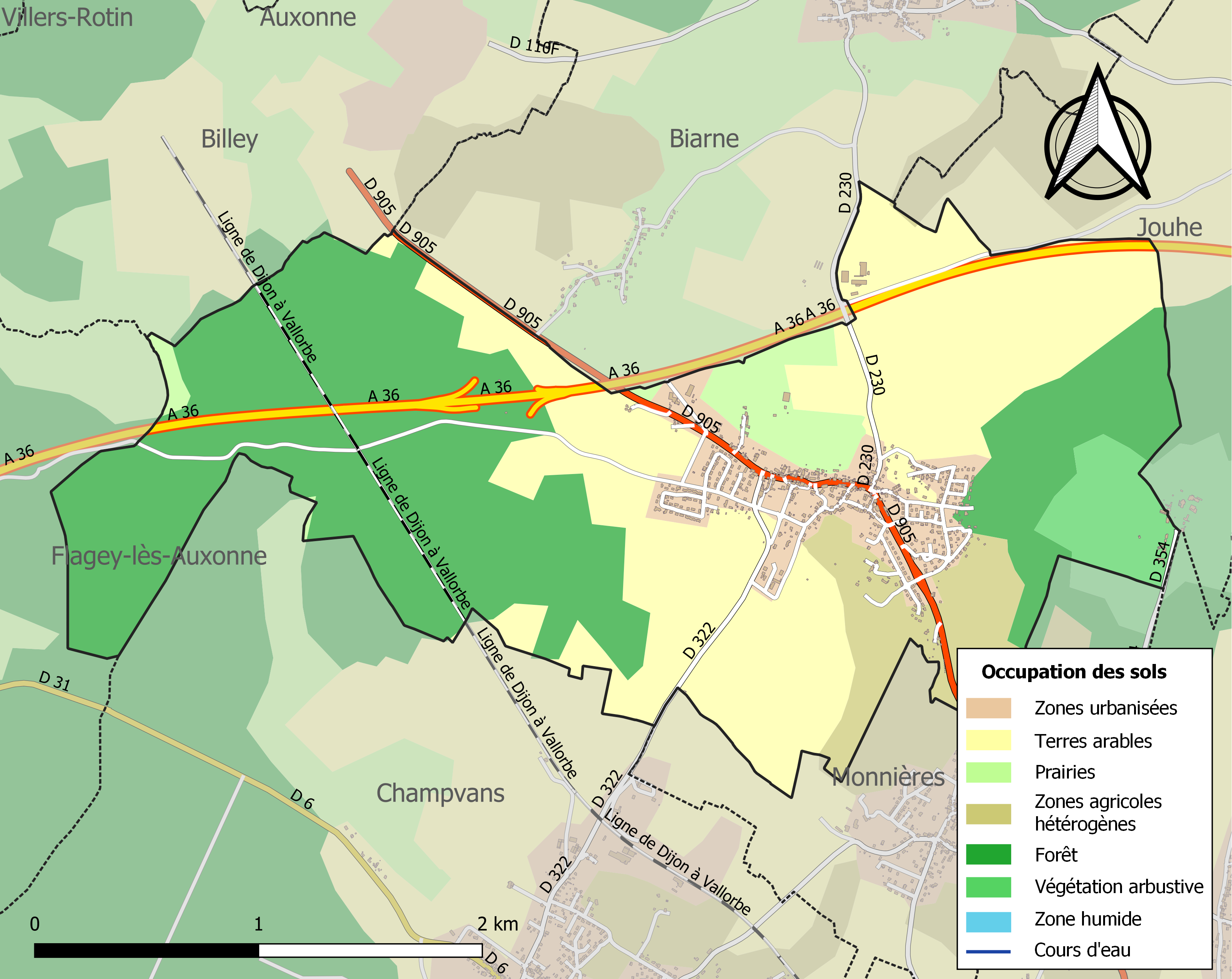
Kaart van de gemeente met de belangrijkste infrastructuur, bodemgebruik en omliggende gemeente

## Demografie
Onderstaande figuur toont het verloop van het inwonertal (bron: INSEE-tellingen).